# Камптон (Вирџинија)
Камптон (енгл. Camptown) насељено је место без административног статуса у америчкој савезној држави Вирџинија.

## Демографија
По попису из 2010. године број становника је 766.
| Група             | 2000.    | 2010.       |
| Белци             | 0 (0,0%) | 299 (39,0%) |
| Афроамериканци    | 0 (0,0%) | 439 (57,3%) |
| Азијати           | 0 (0,0%) | 0 (0,0%)    |
| Хиспаноамериканци | 0 (0,0%) | 20 (2,6%)   |
| Укупно            | 0        | 766         |